# Anton Joore
Antonius Cornelis Joore (Raamsdonkveer, 31 dicembre 1954) è un allenatore di calcio ed ex calciatore olandese, di ruolo difensore.

## Carriera

### Giocatore
Dal 1972, Joore è stato in forza ai Veerse Boys. Nel 1974 è passato al NAC Breda. Nella stagione 1975-1976 ha fatto ritorno ai Veerse Boys. Dal 1976 è stato nuovamente in forza al NAC Breda, per cui ha giocato con regolarità in Eredivisie, massima divisione del campionato olandese.
È rimasto in squadra fino al 1984, quando è passato allo RKC Waalwijk, in Eerste Divisie. Ha contribuito alla promozione arrivata al termine del campionato 1987-1988 ed ha giocato con questa maglia fino al 1992. Successivamente, ha militato nelle file del WSC fino al 1994. In vista della stagione 1994-1995 è tornato ai Veerse Boys, dove ha chiuso la carriera.

### Allenatore
Ritiratosi dall'attività agonistica, nel 1999 è diventato allenatore del Dongen. Nel 2003, è stato nominato nuovo tecnico dell'Al-Arabi. Joore era l'allenatore di una formazione giovanile del club qatariota, ma è stato promosso in prima squadra dopo l'esonero del suo predecessore.
Nel 2005, Joore è diventato allenatore del Qaýrat, in Kazakistan. Il 6 febbraio 2006 è stato reso noto che Joore sarebbe diventato il nuovo commissario tecnico del Kazakistan under 21, con un contratto biennale. Avrebbe comunque continuato a ricoprire l'incarico al Qaýrat.
Ad agosto 2007, ha lasciato il Qaýrat per diventare allenatore dei lituani dello FBK Kaunas. Ha lasciato la squadra dopo quattro partite in carica, a seguito dell'eliminazione dalla Baltic League 2007 da parte del Ventspils.
Dal 2008 al 2010 è stato allenatore dell'Olimps Rīga, compagine lettone. Da gennaio a dicembre 2012, Joore è stato commissario tecnico della Lettonia under 21.
Il 7 gennaio 2013, Joore è diventato allenatore dello Jong NAC Breda. A dicembre 2014 è stato nominato nuovo allenatore del Klundert. Avrebbe comunque mantenuto il posto allo Jong NAC Breda, combinando i due ruoli. Il 16 agosto 2016, Joore ha lasciato l'incarico.
Il 17 agosto è diventato quindi assistente dell'allenatore Trond Fredriksen all'Aalesund, in Norvegia, legandosi con un contratto valido fino al termine della stagione. A campionato concluso, in data 10 novembre ha rinnovato l'accordo con il club per altri due anni.
Al termine del campionato 2017, l'Aalesund è retrocesso in 1. divisjon. Questo risultato ha portato ad un cambio di guida tecnica, che ha coinvolto anche Joore che ha dunque lasciato il club con un anno d'anticipo sulla naturale scadenza del contratto, in data 11 gennaio 2018.

## Palmarès

### Giocatore

#### Competizioni nazionali
- Eerste Divisie: 1

RKC Waalwijk: 1987-1988